# Francisco Paso
Francisco José Passo Fernández (Passo o Paso) nació en Buenos Aires en el año 1770 y fue hijo de Domingo del Passo y Trenco y María Manuela Fernández Escandón y Astudillo, hermano de Juan José, Ildefonso y Domingo Paso, todos destacados partícipes de la política en el Río de la Plata durante los comienzos del Siglo XIX.

## Biografía

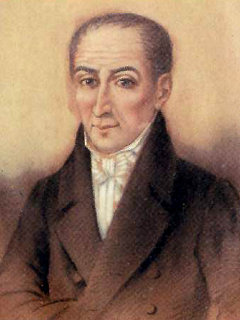
Juan José Paso.

### La Revolución
Los hermanos Passo estuvieron entre los primeros integrantes del núcleo que propugnaba la independencia. Juan José Esteban, quien siempre figuraba en primer término y era la personalidad más pública de la familia en la actividad política, es considerado uno de los integrantes de la llamada "Sociedad de los Siete", integrada también por Agustín José Donado, Manuel Belgrano, Juan José Castelli, Hipólito Vieytes, Nicolás Rodríguez Peña y el canónigo Manuel Alberti.
Existiera o no formalmente como tal, el grupo de opinión era una realidad y operaba en pos de lograr la autonomía política y comercial. Tras las invasiones inglesas, algunos de sus miembros mantuvieron su objetivo, despojado ya de todo carácter masónico, y fueron involucrando a otros miembros de la comunidad. 
Hacia principios de 1810, entre quienes hablaban de independencia de manera más o menos abierta ya se contaban no solo al pequeño grupo inicial sino también específicamente a Francisco Paso, junto a Miguel de Irigoyen, Domingo French, Florencio Terrada, José Darragueira, Feliciano Chiclana, Antonio Luis Beruti, Viamonte, Tomás Guido, Buenaventura de Arzac, Francisco Planes, Felipe Cardoso, Vicente Dupuy, Francisco Mariano de Orma, Grela y Aparicio, entre otros. 
Las reuniones se realizaban en la casa de Vieytes en la calle Venezuela, en la de Nicolás Rodríguez Peña, en la calle Piedad tras de la iglesia de San Miguel, o en la quinta de Francisco Mariano de Orma.
El 14 de marzo de 1810 la fragata inglesa HMS Mistletoe al mando de Roberto Ramsay arribó a Buenos Aires llevando noticias originadas en Cádiz y fechadas el 4 de febrero de que los franceses ocupaban ya Andalucía y se había disuelto la Junta de Sevilla, el cuerpo de gobierno que había nombrado al virrey y último bastión de la resistencia española contra Francia.
Cisneros intentó frenar la difusión de las malas nuevas, pero Agustín Donado obtuvo una copia que tradujo rápidamente y comunicó a Vieytes, Rodríguez Peña y Francisco Paso, tras lo cual fueron a verlo a Martín Rodríguez. Finalmente la noticia fue comunicada a Belgrano, Saavedra y Castelli que se encontraban en las afueras y la revolución se puso en marcha.  
| Miembros de la Sociedad de los 7 - Manuel Belgrano - Juan José Castelli - Nicolás Rodríguez Peña - Hipólito Vieytes - Juan José Paso - Agustín José Donado - Manuel Alberti |

Asistió con Juan José e Ildefonso al Cabildo del 22 de mayo de 1810. Allí Francisco siguió el voto de Martín Rodríguez, quien siguió a su vez el voto de Cornelio Saavedra, mientras que Juan José siguió el voto de Luis José de Chorroarín.
Tras la formación de la Primera Junta de la que su hermano Juan José era secretario, el 31 de julio de 1810 Francisco fue nombrado Comandante del Resguardo de la Aduana, organismo encargado de la seguridad portuaria y del control del tráfico marítimo y fluvial, en reemplazo de Antonio Rute.
Como Comandante del Resguardo, Francisco recibió órdenes de comprar armas y otros efectos militares entre los barcos ingleses surtos en el puerto, lo que blanqueaba una situación vigente desde el inicio de la Revolución dado que Francisco y su hermano Juan José estuvieron involucrados en mayor o menor medida en todas las operaciones de compras de armas realizadas por el gobierno.
Juan José Paso y Mariano Moreno fueron los únicos que se opusieron a la incorporación de los diputados del interior a la Junta, pero después de la partida de Moreno se alineó con el presidente Cornelio Saavedra y junto con Saavedra y Domingo Matheu fueron los únicos miembros de la Primera Junta que permanecieron en la Junta Grande después de la revolución de abril de 1811.
No obstante los Paso mantuvieron sus contactos con la oposición y en los desórdenes de fines de 1811 que culminaron en la elección de un nuevo ejecutivo, participaron grupos de activistas que les respondían. 
En la elección efectuada en el cabildo porteño del 19 de septiembre de 1811 Juan José Paso obtuvo 743 votos, saliendo segundo tras Feliciano Chiclana que consiguió 783, siendo el tercero elegido Manuel de Sarratea con 616, por lo que ellos tres conformaron el Primer Triunvirato.
El gobierno quedó en manos de uno de sus secretarios, Bernardino Rivadavia, que le dio una orientación vacilante pero represiva. Paso tuvo serios altercados con Chiclana, y ambos renunciaron en abril de 1812, pero solo la renuncia de Paso fue aceptada, con lo que los hermanos se convirtieron nuevamente en opositores y movilizaron a sus agitadores.
El 8 de octubre de 1812 se conformó el Segundo Triunvirato de gobierno y Juan José fue uno de sus miembros, junto a Antonio Álvarez Jonte, Nicolás Rodríguez Peña.

#### El negocio de las armas
El 12 de marzo de 1812, Paso intervino en un contrato con José Corry para adquirir 25000 fusiles de chispa con sus respectivas bayonetas (AGN X 6-5-6) en el término de 14 meses a 16 pesos cada uno (400000 pesos). Los fusiles a adquirir eran los llamados Brown-Bess, probablemente del modelo "India Pattern", el arma de fuego de operaciones más extendida del mundo, conocidos también como Tower por ser probados y recibir su marca de certificación en la Torre de Londres, o de otra clase de calidad similar. El 4 de septiembre de 1812 presentó el informe de lo adquirido.
El 19 de septiembre de 1812, Francisco Paso efectuó una nueva compra de fusiles y pistolas de caballería, los nuevos a 19 pesos y los recondicionados a 12.
La relación entre Juan José Paso y sus colegas fue empeorando rápidamente. Paso, Peña y Jonte "no podían entenderse" según deja constancia Alvear en sus Narraciones. Peña y Jonte seguían los dictados de la Sociedad Patriótica mientras Paso se mantenía al margen y cultivaba su propia base política, basada en su hermano Francisco y en los hermanos Sosa (el Dr. José Sosa y sus hermanos Hilario y Diego). La convocatoria a una asamblea se convirtió en uno de los principales puntos de desacuerdo. Paso quería postergarla mientras que la logia insistía en realizarla, si bien estaba dividida en sus alcances: el sector minoritario que respondía al coronel José de San Martín pretendía avanzar hacia la independencia mientras que el mayoritario que respondía a Carlos María de Alvear no deseaba ese paso, en razón de la presión británica, transmitida por Lord Strangford y el comandante Heywood, y el vuelco de la situación internacional.

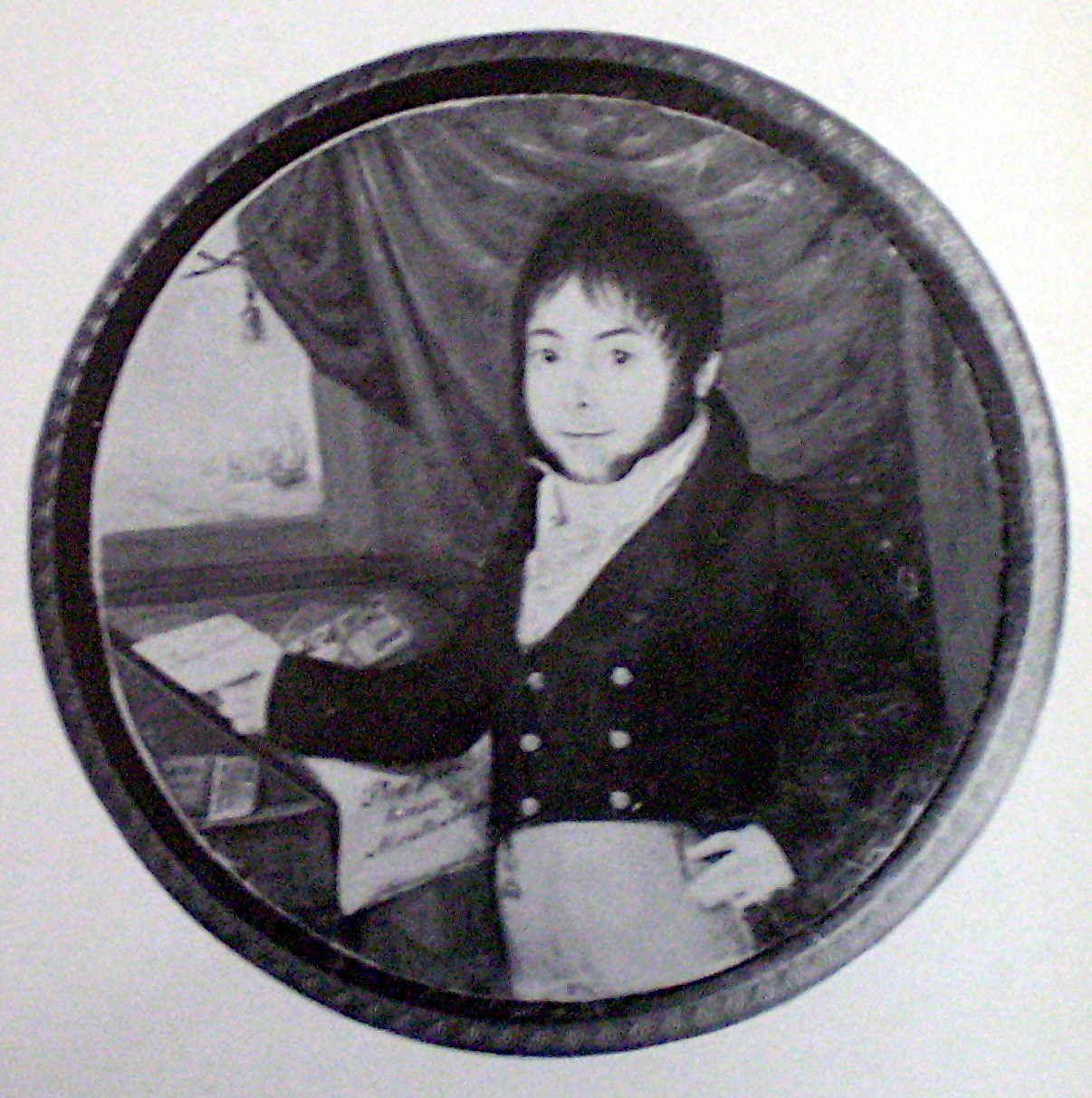
Juan Larrea.

Un negociado, en un sector sensible a los Paso, empeoró la relación. El 27 de noviembre de 1812 Juan Larrea presentó a los miembros del Triunvirato un oficio reservadísimo proponiendo un contrato para adquirir en Estados Unidos 20000 fusiles con sus bayonetas por 20000 onzas de oro en plata sellada. Las armas serían provistas por un ciudadano "cuyo nombre se oculta". De la declaración de Jonte en el proceso de 1815 se infiere que se trata de Guillermo Pío White.
El contrato autorizaba además al proveedor antes incluso de la entrega de las armas, a entrar al país un cargamento por cien mil pesos en mercaderías y a sacar otros cien mil pesos en plata sellada (operación no permitida), todo libres de derechos de aduana.
Juan José planteó objeciones al negociado pero finalmente el contrato fue aprobado y ratificado en pleno por el ejecutivo y su secretario, Tomás Guido.
Las condiciones del contrato, especialmente la importación de mercaderías y exportación de metálico, no obedecían solo a la situación de necesidad del gobierno, por cuanto poco después, el 12 de diciembre de 1812, se adquirieron al inglés Jorge Hilton cinco mil fusiles con bayoneta de primera clase y mil sables de caballería sin concederse similares beneficios, lo cual torna más evidente el carácter de negociado de la operación.
Si bien el contrato se dejó sin efecto, "setenta mil pesos se entregaron a un inglés para armas a renglón seguido de haber desechado la propuesta a que se opuso don Juan José Paso, sin seguridad alguna, según se lo expresó don Tomás Guido, los cuales hasta ahora cree el declarante que están en descubierto", como declararía el ciudadano José Belvis el 9 de julio de 1813 en el juicio de residencia de 1813.

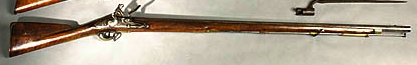
Fusil ("Brown Bess"), el arma de fuego de operaciones más extendida del mundo.

### Conspiración
Pronto la oposición se convirtió en conspiración. Juan José era el alma de la misma, pero eran Francisco y sus seguidores los organizadores. Francisco, el Dr. José Sosa y sus hermanos Hilario y Diego y Juan Marcos Dongo y Torres eran los principales y se reunían habitualmente en la casaquinta que poseía Francisco en la calle Callao entre las del Temple y Tucumán.
Una de las principales líneas de acción apuntó a conseguir el apoyo del Regimiento de Granaderos a Caballo. Los hermanos Sosa les proveían de pasturas para la caballada, por lo que tenían muy buena relación con su oficialidad. En ese sentido, y abriendo la conspiración al sector minoritario de la Logia, José Sosa se reunió finalmente con San Martín, Francisco Ortiz de Ocampo y José Matías Zapiola, quienes aunque no comprometieron su apoyo tampoco denunciaron el complot.
El domingo 17 de enero de 1813 en una reunión en la quinta los complotados decidieron avanzar en el plan. El 19 de enero Dongo acudió al cuartel de granaderos incitando a la oficialidad media a actuar contra la elección de los cuatro diputados porteños a la futura Asamblea, afirmando que "era necesaria una guillotina en la plaza para los malos paisanos". Mientras, Francisco dio curso a la movilización de su gente, dirigidos por Antonio Toledo.
Los argumentos apuntaban al supuesto carácter de "hombres malos e intrigantes" de los diputados surgidos de la manipulación del proceso eleccionario por el gobierno y la logia, dando como ejemplo la fama de disoluto de Bernardo de Monteagudo y los negocios de armamento de Larrea, haciendo hincapié en su carácter de español nativo. Proponían la disolución de la convocatoria y la conformación de un nuevo Triunvirato, en que el virtuoso Juan José Paso sería el hombre fuerte, que convocaría a una nueva Asamblea en el mes de abril.
Finalmente Sosa se arriesgó a hablar con el teniente coronel Carlos Alvear. Sea porque fue ese un paso en falso y consideraron que quedarían expuestos, o porque reconsideraron su posición o incluso porque solo entonces le dieron posibilidades de éxito, el jueves 21 de enero de 1813 San Martín, Ortiz de Ocampo y Manuel Pinto denunciaron por oficio reservado al gobierno la conspiración inminente y a Francisco Paso y al Dr. Sosa como sus promotores.
Ese mismo día, Francisco Paso y los hermanos Sosa fueron detenidos y enviados fuera de la ciudad, prisioneros del Comandante de Fronteras, donde el día 29 del mismo mes se le tomó declaración a Francisco, mientras en Buenos Aires se iniciaban los interrogatorios para determinar el alcance el movimiento.
Para 1814, Francisco Paso estaba libre y su hermano había sido enviado como enviado extraordinario ante el gobierno revolucionario de Chile, lo que permitía aprovechar su habilidad diplomática y a la vez alejarlo de la ciudad.

### Los últimos años

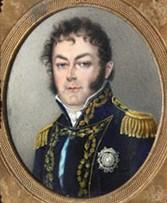
Juan Martín de Pueyrredón.

El 14 de septiembre de 1817 el Director Supremo de las Provincias Unidas del Río de la Plata Juan Martín de Pueyrredón nombró una comisión compuesta por Domingo Robledo, Francisco Paso, Manuel Pinto, Francisco Belgrano y Damián de Castro con el objetivo de resolver la crisis económica.
El 21 de julio de 1818 Francisco Paso hizo testamento ante el notario Juan José de Rocha y falleció ese mismo año.
Con su esposa María Mercedes Coronel y Pérez de la Concha tuvo numerosos hijos: María de las Mercedes, Francisca, María Jacinta, Teodora, Manuela, Victoriano, Flora, María del Rosario, María Josefa, Domingo y Juan José.
Vivía en casa de sus padres, en la calle Potosí N.º 19 (cuartel 4), pegada a la panadería familiar, en el mismo solar donde vivió hasta su muerte su hermano Juan José, el soltero de la familia.
Francisco tenía también además de la mencionada casaquinta en la calle Callao otros lotes en la misma zona.